# 庫克群島體育與國家奧林匹克委員會
庫克群島體育與國家奧林匹克委員會（Cook Islands Sports and National Olympic Committee）是庫克群島的國家奧林匹克委員會。該組織成立於1986年，是國際奧委會和大洋洲國家奧林匹克委員會的成員。1988年，首次派員參加在南韓漢城舉辦的夏季奧運會。
現時，庫克群島體育與國家奧林匹克委員會的總部設在拉羅湯加島的尼嘉(Nikao)，主席是Mr Hugh Graham。

## 資料來源
1. ↑  .   [2014-03-04]. （原始内容存档于2012-07-06）.